# Fear the Walking Dead (mùa 2)
Fear The Walking Dead (mùa 2) (tạm dịch: Khởi nguồn Xác sống (mùa 2) là phần thứ hai của series phim Fear the Walking Dead dựa theo bộ phim về đại dịch xác sống của cùng nhà đài AMC là The Walking Dead, gồm có 15 tập, với 7 tập phim đầu tiên được phát sóng hàng tuần bắt đầu từ ngày 10/4/2016, và 8 tập còn lại lên sóng từ ngày 21/8/2016. Đây là lần đầu tiên Fear The Walking Dead chia quá trình phát sóng thành hai giai đoạn tương tự như The Walking Dead.
Trước đó vào ngày 31/7/2015, AMC đã xác nhận rằng mùa thứ hai của Fear The Walking Dead sẽ được thực hiện. Dave Erickson tiếp tục đảm nhận vai trò chỉ đạo sản xuất chính trong phần này. Quá trình quay phim được diễn ra tại Mexico bắt đầu từ tháng 12 năm 2015.
Tập thứ ba của mùa phim, "Ouroboros" với sự xuất hiện của hai nhân vật Jake và Alex đánh dấu lần đầu Fear The Walking Dead crossover với một ngoại truyện là webisode "Flight 462".
Hai tập cuối của mùa phim, "Wrath" và "North" được phát sóng liền mạch vào ngày 2/10/2016.

## Tóm lược nội dung

### Tập 1:Monster
Với việc thành phố Los Angeles chìm trong biển lửa, nhóm nhân vật buộc phải gấp rút rời khỏi đây trên du thuyền của Victor Strand - một người với nhiều hành tung bí ẩn. Tuy nhiên, biển cả không thực sự an toàn như họ nghĩ.

### Tập 2:We All Fall Down
Nhóm nhân vật tạm thời cập bến tại một hòn đảo và gặp một gia đình lạ mặt tại đây. Trong khi những người khác dần khám phá được sự thật đằng sau gia đình này, Daniel cũng cố tìm ra ý định mà Strand đang che giấu.

### Tập 3:Ouroboros
Nick, Alicia, Chris và Daniel tìm thấy tàn tích còn sót lại của một vụ rơi máy bay. Madison tra hỏi Strand về điểm đến bí ẩn mà anh ta đang thực sự hướng tới.

### Tập 4:Blood In The Streets
Nguy hiểm tìm đến với nhóm nhân vật trên chính du thuyền. Quá khứ của Strand dần được hé mở. Trong khi đó, Nick lên đường thực hiện một nhiệm vụ riêng.

### Tập 5:Captive
Alicia cố tìm cách để quay trở lại với gia đình mình. Travis gặp lại một gương mặt lạ-mà-quen. Nhóm còn lại trên du thuyền cố nghĩ kế giải thoát cho những thành viên bị bắt đi.

### Tập 6:Sicut Cervus
Sự bình yên ngắn ngủi mà cả nhóm có được cũng chẳng mấy chốc mà qua. Dòng suy nghĩ mâu thuẫn đưa Strand đến một quyết định khó khăn. Chris khiến mọi người bị shock trước những hành động của mình.

### Tập 7:Shiva
Các thành viên trong nhóm vấp phải một thách thức khó khăn nhất từng thấy. Sự rạn nứt giữa họ đang ngày một rõ rệt.

### Tập 8:Grotesque
Hành trình của Nick đi tìm câu trả lời cho chính bản thân đưa cậu đến một điểm dừng chân mới. Một phần quá khứ đen tối của cậu được hé lộ.

### Tập 9:Los Muertos
Sau khi nơi ở an toàn trước đó đã không còn, Madison, Strand và những người khác tìm được một địa điểm mới. Trong khi đó, Nick được yêu cầu đi thực hiện một công việc đầy rủi ro.

### Tập 10:Do Not Disturb
Vừa tìm một nơi trú ngụ an toàn mới, Travis vừa cố tìm cách hàn gắn mối quan hệ với con trai mình. Trong khi đó, Alicia gặp được một người phụ nữ với quá khứ tội lỗi.

### Tập 11:Pablo & Jessica
Nhóm của Madison tìm cách hòa giải mâu thuẫn đang diễn ra giữa hai phe phái. Trong khi đó, Nick vận dụng những kinh nghiệm trong quá khứ của mình để nắm một vai trò quan trọng hơn tại La Colonia

### Tập 12:Pillar Of Salt
Một vị khách của khách sạn trở nên bạo lực và tấn công Strand. Tại La Colonia, Alejandro bộc lộ một góc tối của bản thân.

### Tập 13:Date Of Death
Hàng loạt người tị nạn tràn về khách sạn, trong đó có một gương mặt mà Madison không ngờ tới. Cô cũng đồng thời phải tìm cách để xử trí trước tình huống này.

### Tập 14:Wrath
Một vài người tị nạn mới đến khách sạn mang đến một sự thật tàn khốc với Travis. Ở La Colonia, Nick đắn đo trước việc nên ở lại hay rời đi trước khi nguy hiểm ập tới.

### Tập 15:North
Cơn thịnh nộ của Travis đã làm liên lụy đến chính bản thân anh. Madison phải đưa ra quyết định liên quan đến người yêu mình. Nick nắm giữ một vai trò mới trong cộng đồng.

## Thông tin cơ bản
|     | Tên tập              | Biên kịch                    | Đạo diễn          | Ngày lên sóng | Lượng người xem (Mỹ) |
| --- | -------------------- | ---------------------------- | ----------------- | ------------- | -------------------- |
| 1.  | Monster              | Dave Erickson                | Adam Davidson     | 10/4/2016     | 6.67 triệu           |
| 2.  | We All Fall Down     | Kate Barnow Brett C. Leonard | Adam Davidson     | 17/4/2016     | 5.58 triệu           |
| 3.  | Ouroboros            | Alan Page                    | Stefan Schwartz   | 24/4/2016     | 4.73 triệu           |
| 4.  | Blood In The Streets | Kate Erickson                | Michael Uppendahl | 1/5/2016      | 4.8 triệu            |
| 5.  | Captive              | Carla Ching                  | Craig Zisk        | 8/5/2016      | 4.41 triệu           |
| 6.  | Sicut Cervus         | Brian Buckner                | Kate Dennis       | 15/5/2016     | 4.49 triệu           |
| 7.  | Shiva                | David Wiener                 | Andrew Bernstein  | 22/5/2016     | 4.39 triệu           |
| 8.  | Grotesque            | Kate Barnow                  | Daniel Sackheim   | 21/8/2016     | 3.86 triệu           |
| 9.  | Los Muertos          | Alan Page                    | Deborah Chow      | 28/8/2016     | 3.66 triệu           |
| 10. | Do Not Disturb       | Lauren Signorino             | Michael McDonough | 4/9/2016      | 2.99 triệu           |
| 11. | Pablo & Jessica      | Kate Erickson                | Uta Briesewitz    | 11/9/2016     | 3.4 triệu            |
| 12. | Pillar Of Salt       | Carla Ching                  | Gerardo Naranjo   | 18/9/2016     | 3.62 triệu           |
| 13. | Date Of Death        | Brian Buckner                | Christoph Schrewe | 25/9/2016     | 3.49 triệu           |
| 14. | Wrath                | Kate Barnow                  | Stefan Schwartz   | 2/10/2016     | 3.67 triệu           |
| 15. | North                | Dave Erickson                | Andrew Bernstein  | 2/10/2016     | 3.05 triệu           |

## Dàn diễn viên

### Diễn viên
- Kim Dickens vai Madison Clark
- Cliff Curtis vai Travis Manawa
- Frank Dillane vai Nick Clark
- Alycia Debnam-Carey vai Alicia Clark
- Colman Domingo vai Victor Strand
- Mercedes Mason vai Ofelia Salazar
- Lorenzo James Henrie vai Chris Manawa
- Michelle Ang vai Alex
- Rubén Blades vai Daniel Salazar

### Diễn viên phụ

#### Los Angeles
- Elizabeth Rodriguez vai Liza Ortiz
- Patricia Reyes Spíndola vai Griselda Salazar

#### Vùng biển quốc tế
- Arturo Del Puerto vai Luis Flores
- Daniel Zovatto vai Jack Kipling
- Jesse McCartney vai Reed
- Veronica Diaz vai Vida

#### Mexico
- Marlene Forte vai Celia Flores
- Dougray Scott vai Thomas Abigail
- Danay García vai Luciana Galvez
- Paul Calderón vai Alejandro
- Karen Bethzabe vai Elena Reyes
- Ramses Jimenez vai Hector Reyes
- Andres Londono vai Oscar
- Brenda Strong vai Ilene Stowe
- Kelly Blatz vai Brandon Luke
- Kenny Wormald vai Derek
- Israel Broussard vai James McCallister

## Đánh giá
Trên trang Rotten Tomatoes, phần thứ hai này của Fear The Walking Dead có 72% trong số 28 bài phê bình mang tính tích cực (trung bình các tập là 75%). Nhận xét tóm lược của trang này cho rằng: "Fear the Walking Dead đưa các nhân vật ra giữa đại dương trong mùa thứ hai này với một bối cảnh thú vị nhưng không thể che đậy hết những thiếu sót của nó nếu so với bộ phim tiền nhiệm". Trang Metacritic cho điểm mùa phim đầu này là 54 trên 100 (dựa trên đánh giá của 12 nhà phê bình) và cho rằng phần phim này "được đánh giá trái chiều hoặc ở mức trung bình".

## Bên lề
- Dàn diễn viên chính của mùa phim này có một số thay đổi:
  - Tên của Colman Domingo (Victor Strand) được đưa vào danh sách diễn viên chính sau khi xuất hiện với vai định kỳ trong Phần 1.
  - Tên của Michelle Ang (Alex), nữ diễn viên chính từ webisode Flight 462 cũng được đưa vào dàn diễn viên chính kể từ lần xuất hiện đầu của cô trong tập "Ouroboros", mặc dù sau đó cô chỉ xuất hiện thêm trong tập "Captive".[6]
- Phần 2 này tiếp tục cốt truyện chỉ sau 5 tiếng kể từ những diễn biến cuối Phần 1.[7]
- Tính đến thời điểm của tập "Blood In The Streets", mới chỉ có một tuần rưỡi trôi qua kể từ khi dịch bệnh bùng phát toàn cầu (tức khi khu căn cứ quân đội sụp đổ cuối Phần 1).[8]
- Alex và Jake Powell là những nhân vật đầu tiên từ một webisode xuất hiện trong loạt phim The Walking Dead.[9]